# Stigmella alaurulenta
Espèce
Stigmella alaurulenta est une espèce de lépidoptères (papillons) de la famille des Nepticulidae et de la sous-famille des Nepticulinae. Elle est endémique du Japon et ne se rencontre qu'à Honshū.
Des adultes ont été trouvés à la mi-mai. Il y a probablement deux ou trois générations par an.
Les chenilles se nourrissent sur Malus sieboldii. Elles minent les feuilles de leur plante hôte.